# Coming Up for Air
Coming Up for Air è il secondo album in studio del gruppo musicale rock irlandese Kodaline, pubblicato nel 2015.

## Tracce
1. Honest – 3:38 (Stephen Garrigan, Mark Prendergast, Vincent May, Jacknife Lee)
2. The One – 3:52 (Garrigan, Prendergast, May, Lee)
3. Autopilot – 4:18 (Garrigan, Prendergast, May)
4. Human Again – 3:47 (Garrigan, Prendergast, May, Lee)
5. Unclear – 4:25 (Garrigan, Prendergast, May)
6. Coming Alive – 4:16 (Garrigan, Prendergast, May)
7. Lost – 3:35 (Garrigan, Prendergast, May)
8. Ready – 3:53 (Garrigan, Prendergast, May)
9. Better – 3:34 (Garrigan, Prendergast, May)
10. Everything Works Out in the End – 3:37 (Garrigan, Prendergast, May)
11. Play The Game – 3:54 (Garrigan, Prendergast, May, Lee)
12. Love Will Set You Free – 4:20 (Garrigan, Prendergast, May, Johnny McDaid)

1. Caught in the Middle – 4:36 (Stephen Garrigan, Mark Prendergast, Vincent May)
2. War – 3:31 (Stephen Garrigan, Mark Prendergast, Vincent May)
3. Moving On – 4:25 (Stephen Garrigan, Mark Prendergast, Vincent May)
4. Honest (Acoustic) – 4:40 (Stephen Garrigan, Mark Prendergast, Vincent May, Jacknife Lee)

## Formazione
- Stephen Garrigan - voce, chitarra, tastiere
- Mark Prendergast - chitarra
- Jason Boland - basso
- Vincent May - batteria